# От Виен
От Виен (на френски: Haute-Vienne, „Горна Виен“) е департамент в регион Аквитания-Лимузен-Поату-Шарант, централна Франция. Образуван е през 1790 година от западните части на дотогавашните провинции Лимузен и Марш. Площта му е 5520 km², а населението – 374 849 души (2009). Административен център е град Лимож.